# Rapido
Rapido – rzeka w południowych Włoszech w prowincji Frosinone, obecnie bardziej znana jako Gari, długości około 25–30 km, biegnąca z ze wschodu na zachód i w okolicach miasta Cassino łącząca się z rzeką Liri, tworząc rzekę Garigliano wpadającą do Morza Śródziemnego 75 km na północny zachód od Neapolu. Jest wąska, głęboka i rwąca, brzeg południowy płaski i grząski, brzeg północny urwisty, o wysokości do 2 metrów.
W czasie II wojny światowej, w styczniu 1944 roku, dolina rzeki Rapido był miejscem krwawych walk pomiędzy wojskami sprzymierzonych nacierających przez jej koryto na umocnione wzgórza za miasteczkiem Cassino, wchodzące w skład Linii Gustawa i bronione przez wojska niemieckie. Walki o sforsowanie rzeki trwały od stycznia do lutego, a sprzymierzeni ponieśli znaczne straty.